# Ethobunus brevis
Ethobunus brevis is een hooiwagen uit de familie Zalmoxioidae.